# 满铁大连图书馆旧址
满铁大连图书馆旧址位于中华人民共和国辽宁省大连市中山区人民路86号，已列为辽宁省文物保护单位。

## 历史
满铁大连图书馆建于1914年。

## 保护
2003年9月29日，满铁大连图书馆公布为第五批大连市文物保护单位。
2014年10月，满铁大连图书馆公布为第九批辽宁省文物保护单位。